# Andrij Krawez

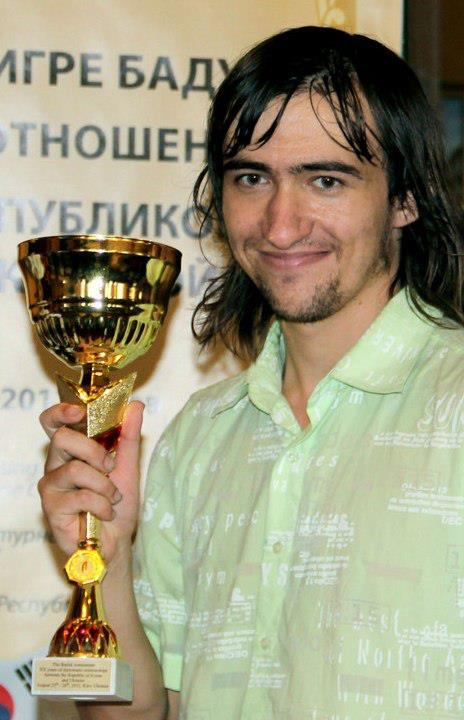
Andrij Krawez, 2016

Andrij Wolodymyrowytsch Krawez (ukrainisch Андрій Володимирович Кравець; * 12. Dezember 1990 in Riwne) ist ein 2-Dan-professioneller Go-Spieler aus der Ukraine. Er wurde Go-Europameister 2023 und 2024, war Teilnehmer an zahlreichen internationalen Amateurwettbewerben (3. European Pro Qualification, 2016) und wurde zweimal ukrainischer Meister (2012, 2015). Im Jahr 2021 zog Krawez mit seiner Frau nach Deutschland um.

## Go-Karriere
- 1999 – Erste Beschäftigung mit dem Go-Spiel.
- 2002 – 1. Platz, Jugend-Go-Meisterschaft in der Kategorie unter 12 Jahren, Prag.
- 2006 – Beförderung zum 4-Dan.
- 2008 – Beförderung zum 5-Dan.
- 2008 – Vertretung der Ukraine bei den 1st World Mind Sports, Peking.
- 2010 – 2. Platz bei der Ukrainischen Meisterschaft (Hohe Liga), Kiew.
- 2011, 2012, 2013 – 3. Platz bei der Europäischen Mannschaftsmeisterschaft.
- 2012 – Beförderung zum 6-Dan.[4]
- 2012 – 3. Platz beim 5. Shusaku Cup, Targu Mures.
- 2012 – 3. Platz beim European Iwamoto Memorial Tournament, Amsterdam.
- 2012 und 2015 – 1. Platz bei der Ukrainischen Meisterschaft (Oberliga), Kiew.
- 2017 – 1. Platz beim 4. Pro-Qualifikationsturnier, damit Erlangung des 1-Dan-Profi-Status durch die European Go Federation.[5]
- 2019 – European Professional Championship – geteilter 2. Platz, Pandanet Go European Team Championship 3. Platz[6]
- 2021 – Pandanet Go European Team Championship 3. Platz[6]
- 2023 – 1. Platz bei der Europameisterschafts-Endrunde 2023, damit Verleihung des Titels des Europameisters 2023 durch die European Go Federation.[1]
- 2024 – 1. Platz bei der Europameisterschafts-Endrunde 2024, damit EGF-Europameister 2024